# Enchentes no Norte e Nordeste do Brasil em 2009
As Chuvas no Brasil em 2009 foram o desastre natural resultado das chuvas e inundações que ocorreram nas regiões Norte e Nordeste do Brasil em abril e junho de 2009. Começaram no Maranhão e posteriormente atingiram o Pará, o Amazonas e o restante das duas regiões.
Foram contabilizados 49 mortos e 281 mil desalojados e 127 mil desabrigados em 429 municípios de 12 estados dessas regiões.
O rio Negro atingiu 29,71 metros em Manaus, superando o antigo recorde histórico de 29,69 metros, registrado pela primeira vez em 1953. A medição do rio é feita desde 1902, sendo a maior cheia registrada até então, em 107 anos.
O fenômeno La Niña potencializou a circulação troposférica zonal da célula de Walker entre o Pacífico, América do Sul e Atlântico, favorecendo a ocorrência de grandes precipitações na Amazônia.
Pesquisadores também indicam a ocorrência de uma migração anômala da Zona de Convergência Intertropical (ZCIT) durante maio e junho de 2009, pelo aquecimento anômalo das águas da superfície do Atlântico Sul.
A persistência da ZCIT posicionada sobre as águas anomalamente aquecidas do Atlântico Sul e sua interação com sistemas frontais posicionados ao sul do Nordeste Brasileiro, bem como a ocorrência do La Niña no oceano Pacífico, influenciaram nos extremos de precipitação mensal em vários estados da Amazônia, especialmente no Amazonas, Pará e Maranhão.
De acordo com a Secretaria Nacional de Defesa Civil (Sedec), foram registradas 49 mortes em oito estados: Ceará (17), Maranhão (13), Bahia (sete), Alagoas (sete), Paraíba (duas), Sergipe (duas) e Pernambuco (uma).

## Prejuízos nos Estados
- Nº de afetadosː 800.000 (lê-se oitocentos mil)
- Orçamento da destruição: R$ 1.000.000.000 (lê-se um bilhão de reais)

Fonte: Meio Norte/Folha Online/Correio Brasiliense

### Amazonas
No estado de Amazonas, 40 dos 62 municípios estão em situação de calamidade pública.
Em Manaus, o Rio Negro/Solimões/Amazonas chegou perto de 23 metros alcançado em 1953. Nos municípios de Manacapuru e Careiro da Várzea o nível das águas alcançou a marca de 20,19 e 17,06 metros. A média de chuvas em abril e maio de 2009 ficaram abaixo do esperado, mas as chuvas de junho superaram o esperado para o período na região de Manaus. Em abril, a expectativa era que houvesse 351,2 milímetros, mas o índice ficou em apenas 145,8 milímetros. Em maio, cuja média pluviométrica é 282, choveu 142,6 milímetros. Somente nos primeiros 15 dias do mês de junho, havia chovido 30,2 milímetros a mais do que o esperado para Manaus. O Rio Negro atingiu em 24 de junho de 2009 a marca dos 29,69 metros. Esta foi a marca alcançada pelo rio quando houve a sua pior enchente, em 1953, desde que o Serviço Geológico do Brasil começou a acompanhar o nível do rio, em 1902. A Avenida Eduardo Ribeiro teve de ser interditada. Cerca de 10 mil metros de ponte de madeira tiveram que ser construídos pela Defesa Civil para que fosse possível a circulação na área próxima a alfândega. Cerca de 4 mil famílias foram atingidas e os bairros mais afetados foram São Raimundo e Glória – na zona oeste – e Raiz, na zona sul. Em 25 de junho de 2009, o Rio Negro atingiu a marca histórica de 29,71 acima do seu nível normal. Foi a maior cheia desde que o nível das águas passou a ser monitorado, em 1902. Cerca de 1.600 famílias tiveram que ser removidas de suas casas Na área conhecida como Manaus Moderna, houve a necessidade de se construir três quilômetros de pontes de madeira e a construção de uma espécie de barreira feita de areia e cimento para impedir o avanço das águas. Cerca de 35 comerciantes da área sofreram prejuízos com a cheia.

### Bahia
Quatro pessoas já morreram pelas enchentes na capital Salvador entre final de abril e início de maio.
No dia 16 de maio, reiniciou as chuvas não só em Salvador, como também o leste sa Bahia. No dia 22 de maio, já se contabiliza novas enchentes em Salvador.
No dia 19 de maio, em Nazaré das Farinhas, 220 km de Salvador, todas as escolas estão fechadas e alguns galpões estão usados para as aulas. No mesmo dia, 40 escolas estão fechadas devido as chuvas, algumas com péssimas condições de ensino.
Na noite do dia 22 de maio, um Learjet com 15 pessoas, 11 adultos e 4 crianças saiu de São Paulo (SP) para Trancoso, leste da Bahia, caiu a 250 metros do Aeroporto de Trancoso, matando todos os tripulantes. Chovia no momento da queda.

### Ceará
O governo cearense decretou estado de emergência, depois que os 19 municípios tiveram a maior cheia em quase 30 anos.
Em 19 de maio, os municípios de Canindé e Choró, plantações de arroz foram prejudicados; em Caicharenha, 150 tambores com feijões foram levados pela correnteza.
Em 20 de maio, o município de Itaiçaba está com 95% inundado e aumentou para 12 mortos em todo o estado.

### Pará
No dia 19 de maio, chegou doação para mais de 20 mil desabrigados, doados de Belém, capital do Pará, para a cidade de Altamira, que sofreu rompimento de barragens no início de abril.

### Pernambuco
Segundo a Coordenadoria de Defesa Civil de Pernambuco (Codecipe) oito municípios decretaram estado de emergência das microrregiões do Agreste e do Sertão. 915 pessoas perderam as casas e estão morando com familiares e 209 estão em abrigos provisórios mantidos pelas prefeituras.
Os prejuízos foram maiores no Sertão Pernambucano as chuvas castigaram Araripina, Exu, Quixaba, Águas Belas, Tacaratu e Granito. Em Exu, pelo menos dez casas foram  destruídas. A prefeitura do município de Exu informou que cerca de 100 pessoas estão desabrigadas. A estradas que passam pelo município estão danificadas. Na zona rural, as pistas das rodovias (BR) estão intransitáveis e 9 mil crianças estão sem aulas.
No Agreste, as enchentes atingiram em Sanharó e Belo Jardim. O rio Bituri transbordou e uma idosa, que passava por uma rua no bairro do Bom Conselho, foi arrastada pela correnteza na noite da quarta-feira de 13 de Maio de 2009. Maria José de Lira, 75 anos, está desaparecida. Os bombeiros ainda fazem buscas na região.
Em São Caetano, no Agreste, o Rio Ipojuca em 13 de maio de 2009 inundou. Em Caruaru, também no Agreste, a enchente do rio Ipojuca também alagou vários bairros. Para evitar acidentes, à noite, foi cortado o fornecimento de energia pela (Celpe) na área ribeirinha. De acordo com os bombeiros da região, o abastecimento está sendo restabelecido.
Vieira de Melo tenente do Corpo de Bombeiros, falou que a situação está mais estável. “O volume de água na barragem de Belo Jardim está diminuindo e a tendência é que se estabilize”, disse.
O tenente, porém, alerta: “Num possível agravamento, recomendamos a quem mora perto do rio que vá para a casa de parentes e leve alimentação, remédios, roupas e comida, todos artigos de primeira necessidade”. Em caso de enchente, a população pode ligar para o 193 para pedir remoção.
Ainda segundo o tenente, 21 pessoas de Caruaru foram conduzidas para uma escola no centro da cidade.
As atividades escolares foram interrompidas devido as fortes chuvas no município de Calumbi, no sertão de Pernambuco. A enchente impossibilitava os moradores de realizarem suas rotinas. De acordo com a prefeitura, cerca de 500 estudantes estão sem assistir aula resultado da causa da cheia do rio Pajeú, o volume dos afluentes, como o do Riacho Grande, na zona rural de Calumbi, também cresce. O nível da água sobe e alaga plantações. Alguns agricultores calculam que já perderam meio hectare de plantações como o milho.
A BR-232 está danificada e interditada para passagem de veículos, uma ponte próxima já havia caído em enchentes anteriores, reconstruída pelo governo e atualmente encontra-se destruída pelas cheias novamente.
No dia 18 de maio, em Tracunhaém, 50 km de Recife, quatro adolescentes que jogaram futebol no campo, morreram quando o raio caiu no local e feriram outros três, nos primeiros minutos de chuva forte. Segundo as testemunhas, cerca de 50 jovens estavam jogando e assistindo o jogo; quando começou a chover, a maioria saíram do campo, mas sete deles estavam jogando, quando houve queda do raio. Eles foram enterrados no mesmo cemitério no dia seguinte.
Fontes:Estadão/PE 360 Graus/Portal G1.

### Paraíba
Na cidade de Patos, no sertão do estado, choveu por 6 horas seguidas sem trégua, Segundo a Agência Executiva de Gestão das Águas do Estado da Paraíba (AESA), choveu 300 mm na área, dois açudes da região transbordaram; o Rio Espinharas que corta a cidade, aumentou de nível, inundando ruas e casas próximas; o bairro mais afetado foi o Jatobá, com os moradores remanejados para um ginásio, o Sesc e uma escola; No km 345 da BR-230, parte do asfalto cedeu próximo a saída da cidade, tento o trânsito interditado pela Polícia  Rodoviária Federal. Na PB-262, saída para cidade de Teixeira, uma ponte ficou comprometida por conta da água do açude do Jatobá, que transbordou. O Governador do Estado, José Maranhão, cancelou sua agenda e foi até a cidade, com responsáveis da Defesa Civil Estadual e o Secretário de Infraestrutura do estado, Francisco Sarmento. Segundo o governador, serão dadas as devidas assistências com relação a deslocamento, alimentação, abrigo e mais o que se fizer necessário, como medidas emergenciais.

### Piauí
Em 26 de abril, chuvas da capital Teresina e no interior do estado provocou a maior cheia do Rio Parnaíba em mais de 20 anos. O Rio Poti, que banha a capital, transbordou e permaneceu por mais de uma semana. No dia 27 de maio de 2009, por volta de 16 horas, houve um deslocamento da ombreira esquerda do canal do sangradouro ao lado da Barragem de Algodões I, no município de Cocal. A barragem do reservatório de Algodões I permaneceu intacto. Devido ao rompimento da ombreira, a água do reservatório escoou, deixando uma área inundada de aproximadamente 50 km. Em alguns trechos, a água alcançou um altura de 20 metros. Por medida de segurança, a CEPISA, Companhia Energética do Piauí, cortou a energia da cidade. Cerca de 500 famílias tiveram suas casas destruídas. O governador do Piauí, Wellington Dias, destacou 5 helicópteros para auxiliar no resgate das vítimas. Devido aos alagamentos, cerca de 3.300 pessoas ficaram desabrigadas nos municípios de Cocal e Buriti dos Lopes. As famílias estão alojadas em escolas e casas de familiares.

### Maranhão
As chuvas fortes começaram em meados de janeiro de 2009, mas em abril, foram registradas fortes chuvas no norte do estado, o que estendeu por mais de uma semana. São Luís recebeu 707,6 milímetros de chuva no mês de abril, acima da média para o período, que é de 472,6 milímetros.
Durante o mês de abril, duas pessoas morreram soterradas em São Luís. A prefeitura de São Luís decretou estado de emergência por 180 dias em razão das fortes chuvas, que deixaram 1.200 desalojados na capital segundo a Defesa Civil.  Em 24 de maio, um raio caiu na Praia do Araçagy, matando um garçom e ferindo gravemente uma mulher que estava sendo atendida. Na noite do dia 27 de maio, São Luís sofre novamente as fortes chuvas por mais de quatro horas e áreas nobres e periferia foram inundados.
Com a precipitação pluviométrica de 147,2 mm nos dias 19 e 20 de abril que elevou o nível do rio Itapecuru 8 metros acima do seu nível, foram registradas enchentes nos municípios de Codó, Coroatá, Caxias, Cantanhede e Itapecuru-Mirim.
Em 24 de de abril, a barragem do rio Flores, afluente do rio Mearim, transbordou com as fortes chuvas na região do Médio Mearim, afetando os municípios de Pedreiras, Bacabal, Trizidela do Vale, Vitória do Mearim e Arari.
Em Trizidela do Vale, localizada às margens do Rio Mearim, as chuvas de abril, provocou o inédito transbordamento: 90% da cidade foi inundada, após o rio subir seis metros acima do nível normal. Em 15 de maio, uma menina morreu eletrocutada e a cidade ficou sem energia. Em 20 de maio, o nível do rio na cidade baixa em 40 cm, mas meteorologistas previram mais chuvas nos próximos dias.Segundo a Defesa Civil, 15,5 mil dos cerca de 18 mil habitantes de Trizidela do Vale foram afetados pelas cheias.
Em Marajá do Sena, um barco de 20 pessoas que carregava também alimentos naufragou, devido ao erro de manejo do barco com motor, mas todos os ocupantes foram resgatados.
Em  5 de maio, o rio Itapecuru estava seis metros acima do normal e mais de 6 mil pessoas haviam sido afetadas pelas enchentes em Itapecuru-Mirim, com 605 desabrigados e 814 desalojados.
As BRs 316, 222, 010, 226, 402, 230 tiveram problemas em ponto das pistas e precisaram ser interditadas em alguns trechos. Cerca de 800 km de estradas no estado encontram-se danificados. A Ferrovia Carajás também foi interditada.
No dia 20 de maio, subiu para 12 mortos e dois desaparecidos nas enchentes do estado.
No dia 20 de maio, em Bacabal, banhada pelo rio Mearim, um adolescente de 18 anos morreu depois de salvar a mãe. Cerca de 5 mil pessoas ficaram isoladas em dezenas de comunidades rurais do município, um dos mais impactados pelas enchentes no Maranhão. As enchentes afetaram 15% da população do município, deixando 4,7 mil desabrigados e 5,6 mil desalojados.
As enchentes inundaram cerca de 90% das lavouras em Arari e comunidades rurais ficaram isoladas.
A Defesa Civil do estado estimou em cerca de 400 mil pessoas afetadas, de alguma forma, pelas enchentes no Maranhão.
Em 2 de junho de 2009, 118 dos 217 municípios do estado haviam decretado estado de emergência em razão das enchentes, que deixaram cerca de 101 mil pessoas desalojadas, 51.198 desabrigadas e 13 mortos, em especial na região central do estado e na Baixada Maranhense. O rio Mearim estava 11 metros acima do nível normal, já tendo diminuído 3 metros. De acordo com o DNIT, havia pontos considerados precários nas BRs-316, 010 e 222. No total, as enchentes afetaram cerca de 438 mil pessoas.

### Rio Grande do Norte
No estado do Rio Grande do Norte 29 municípios decretaram situação de emergência. Na região oeste, a terra antes seca está encharcada. O nível do rio Apodi-Mossoró, que corta Mossoró, a segunda maior cidade do estado subiu quase dois metros. O estado é o maior produtor de banana do Brasil, cerca de 300 mil hectares plantados no Vale do Assu estão submersos. Este ano, os produtores já deixaram de exportar dois milhões de caixas da fruta. Fonte: Jornal Nacional/Rede Globo

## Ajuda

### Doações
No dia 12 de maio, a ONG Cáritas, ligado à Igreja Católica, anunciou doação de alimentos direto dos Estados Unidos.
Na visita do presidente Lula à Arábia Saudita, o rei saudita Abdullah, anunciou doação pessoalmente às vítimas da enchente.
No dia 22 de maio, dois representantes da empresa privada Rigest Digest, chegaram de Londres, Reino Unido, para São Luís (MA), para visitar os municípios de Bacabal, Trizidela do Vale e Pedreiras e anuncia doação de 2 milhões de dólares. No mesmo dia, a cantora Alcione e outros artistas maranhenses, se apresentaram no Batuque Brasil, em ajuda dos desabrigados do Maranhão, em troca da doação de 2 kg de alimentos não perecíveis como ingresso.
A campanha SOS Nordeste, promovida pelo governo do Distrito Federal, por meio da Secretaria de Justiça, Direitos Humanos e Cidadania (Sejus). arrecadou mais de 100 toneladas de alimentos, além de roupas, materiais de higiene pessoal, colchões e medicamentos.
A campanha Assembleia SOS Norte e Nordeste obteve recorde de arrecadação, promovida pela Assembleia Legislativa de São Paulo, arrecadou oitenta toneladas de alimentos, roupas e itens de higiene e de limpeza, encaminhados aos estados mais atingidos pelas chuvas.
A imprensa realizou comparações entre a quantidade de donativos enviados ao Norte e Nordeste e os enviados durante as enchentes em Santa Catarina em 2008, que foram significativamente maiores.

### Ações governamentais
O Governo Federal editou a Medida Provisória 461, de 15 de abril de 2009, destinando 300 milhões de reais aos municípios de todo o país atingidos pelas enchentes.
No dia 05 de maio, o presidente Lula sobrevoou áreas atingidas no Maranhão e Piauí.
Em 14 de maio, o governo federal anunciou a liberação de R$ 950 milhões para agricultores familiares atingidos por seca e enchente no país. A medida tinha como objetivo enfrentar o endividamento, capitalizar os produtores e garantir as condições de produção. Os estados beneficiados foram Acre, Amazonas, Pará, Maranhão, Piauí, Ceará, Rio Grande do Norte e Bahia, cujos municípios tenham decretado situação de emergência ou estado de calamidade pública.
Posteriormente, foi editada a Medida Provisória 463, de 20 de maio de 2009, autorizando a liberação de R$ 880 milhões para serem aplicados nas regiões Norte e Nordeste, atingidas pelas chuvas. Do montante,  670 milhões seriam destinados para restabelecimento de cenário e recuperação de danos; R$ 60 milhões no socorro e assistência; e R$ 150 milhões em obras preventivas. Entre os estados beneficiados estavam o: Maranhão (R$ 120 milhões), Piauí, Ceará e Amazonas (R$ 80 milhões); Pará (R$ 55 milhões); Bahia e Rio Grande do Norte (R$ 30 milhões); Sergipe (R$ 15 milhões); Alagoas (R$ 10 milhões); e Paraíba (R$ 5 milhões). R$ 515 milhões deveriam ser empenhados imediatamente
Como ajuda humanitária, a Secretaria Nacional de Defesa Civil distribuiu mais de 139 mil cestas com 23 quilos de alimentos e enviou para as regiões de enchentes 1,4 milhão de itens, como colchões, travesseiros e mosquiteiros. 

## Controvérsias

### Saque
Em 18 de maio, em Icatu, a 100 km de São Luís, capital do Maranhão, a população tentou saquear o helicóptero da Força Nacional que trazia alimentos e teve que sair do local. É o primeiro caso que tentativa de saque.

### Desvios

#### Alimentos
Em 19 de maio, [carece de fontes?] de Teresina, capital do Piauí, denunciou o desvio de alimentos para as vítimas da enchente no estado da Secretaria de Saúde.

### Aplicação de verbas
Em 2011, foram levantados questionamentos a respeito da aplicação de recursos liberados pelo governo federal para a reconstrução de casas atingidas pela enchente, após matéria do Jornal Nacional mostrar que as novas casas construídas em Trizidela do Vale apresentavam rachaduras.  Pedreiras, Trizidela do Vale e outros municípios ainda esperavam a reconstrução de 1.889 casas, após o convênio federal ser suspenso pela não realização das obras.

## Galeria de Fotos
- Várias fotografias das regiões afetadas pelas chuvas que acarretaram em enchentesː

Fonte: Extraídas do site Agência Brasil.

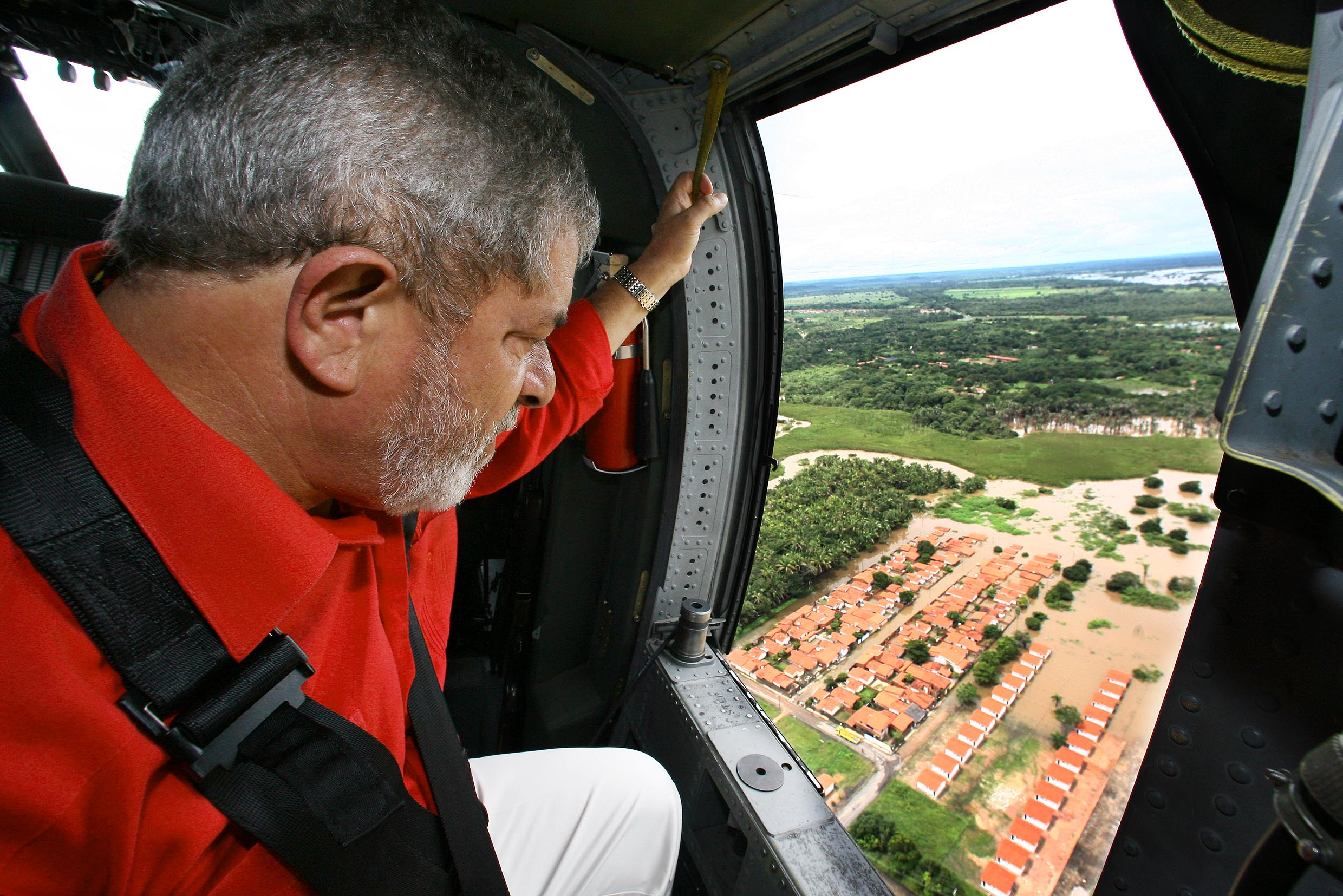
Teresina (PI) - Presidente Luiz Inácio Lula da Silva durante sobrevoo de regiões afetadas pelas enchentes Foto: Ricardo Stuckert/PR.
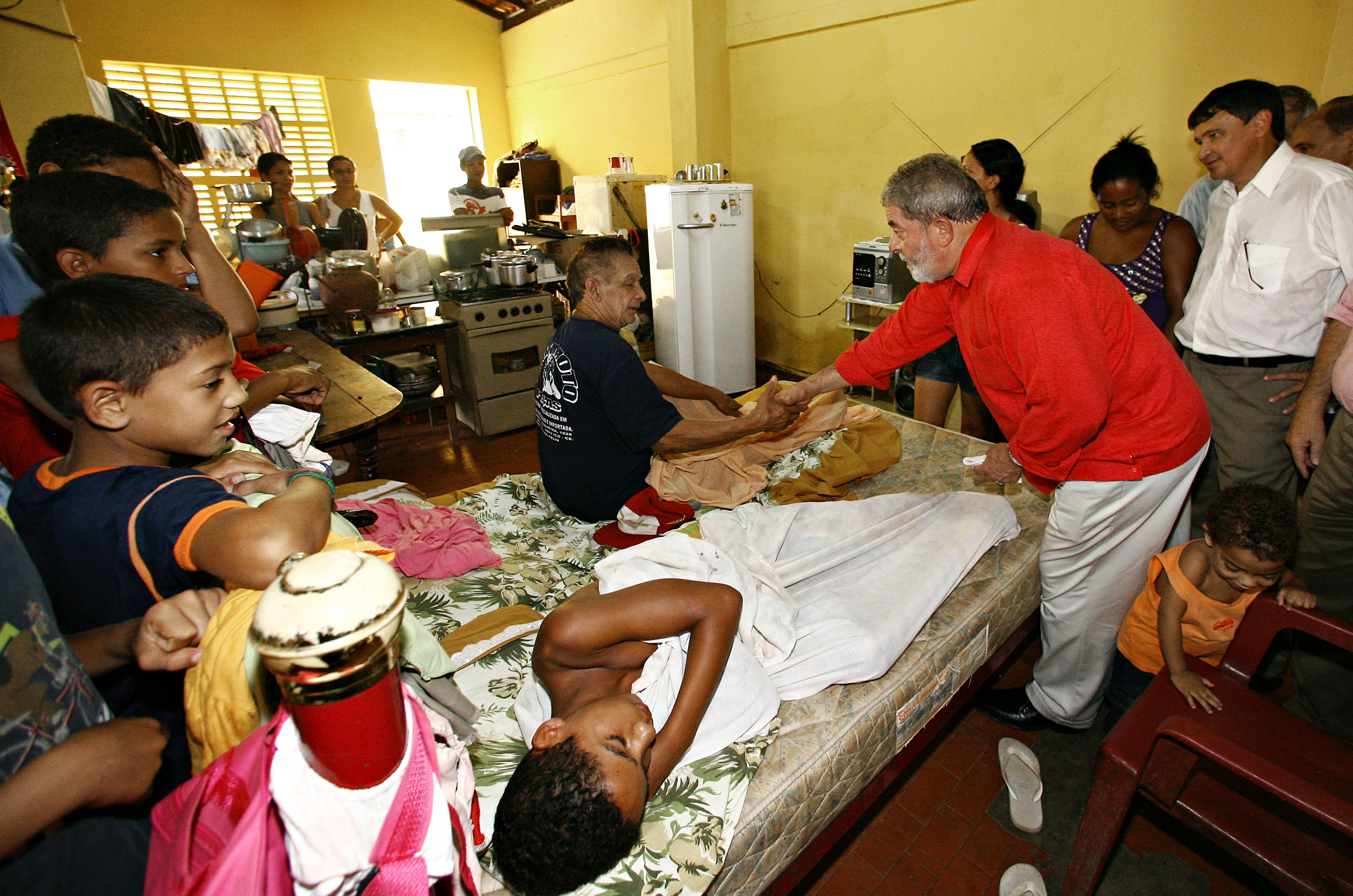
Teresina (PI) - Presidente Lula conversa com desabrigados Foto: Ricardo Stuckert/PR.
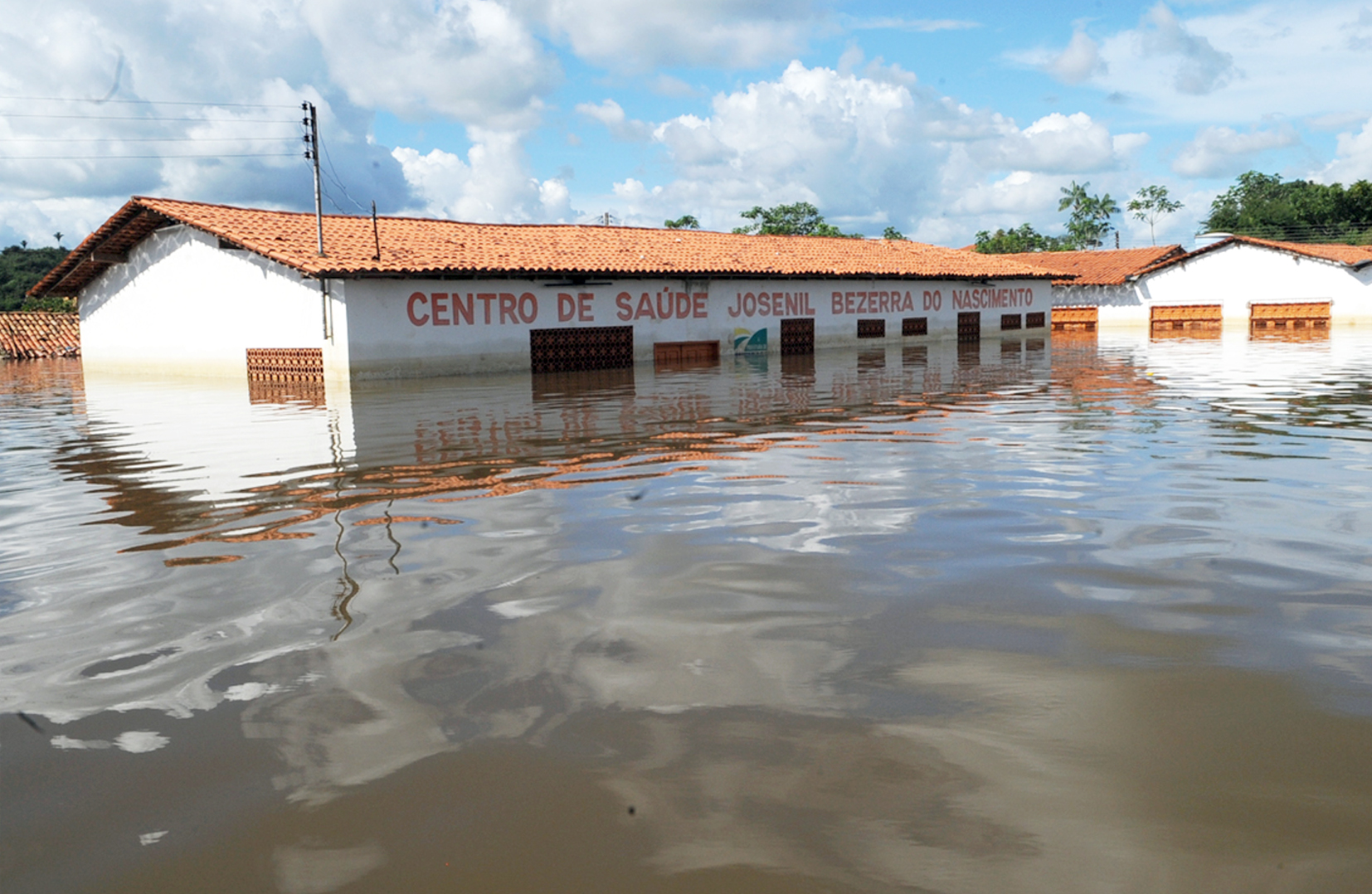
Trizidela do Vale (MA) - O município de Trizidela do Vale tem quase 90% da população atingida pelas enchentes Foto: Antônio Cruz/ABr.
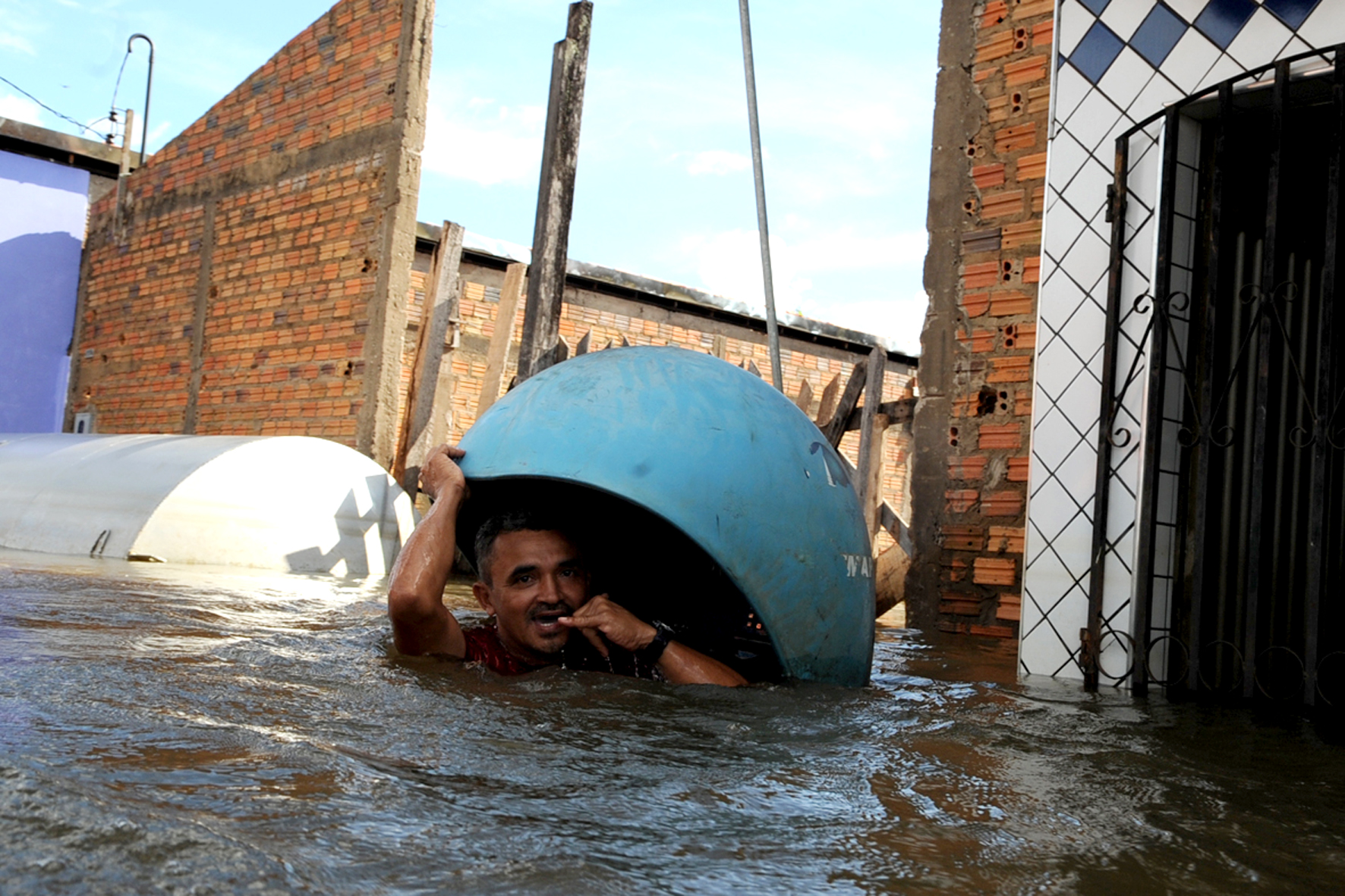
Homem submerso brinca no orelhão Foto: Antônio Cruz/ABr.
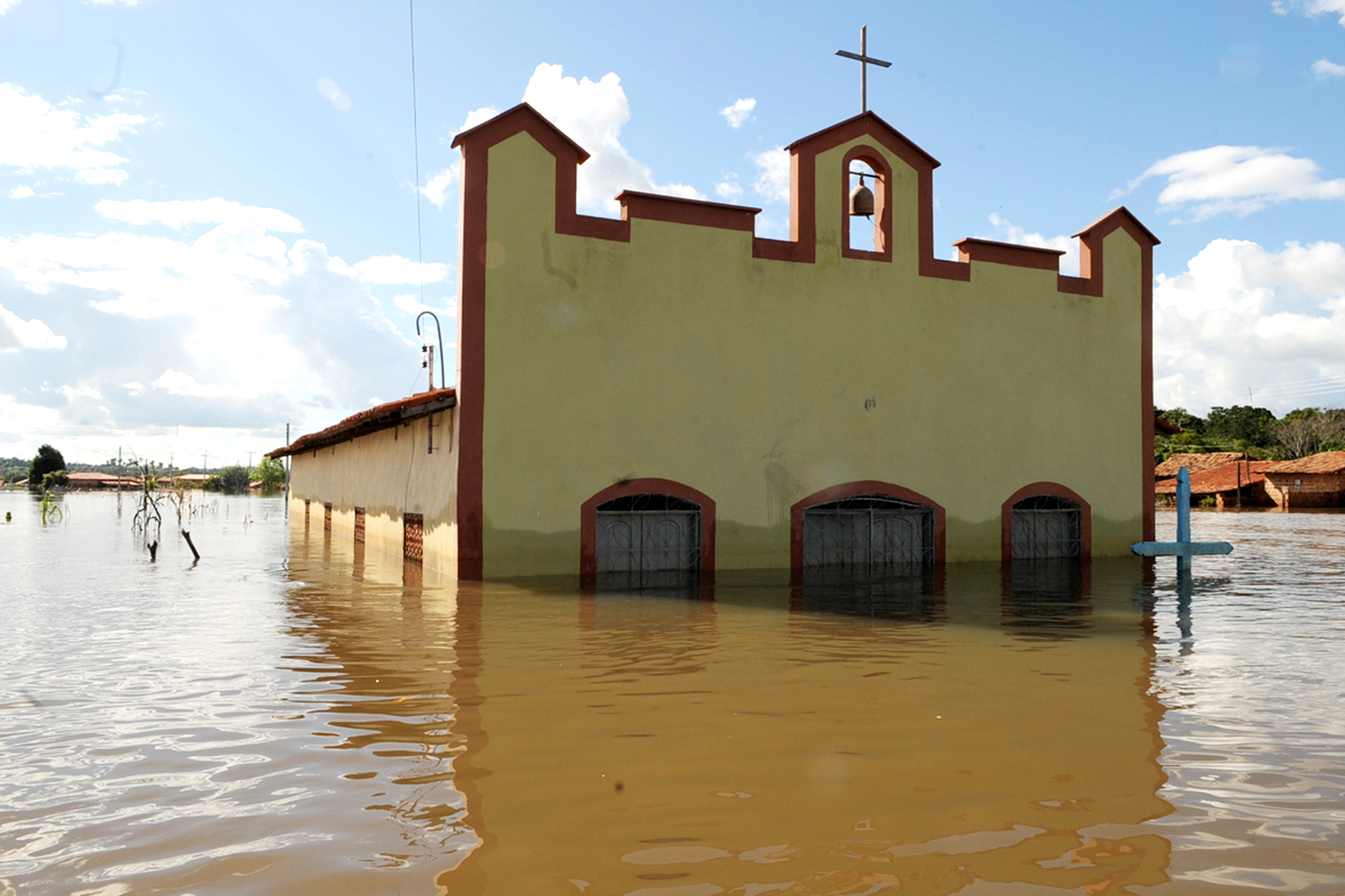
Enchente em Igreja em Trizidela do Vale (MA)  Foto: Antônio Cruz/ABr.
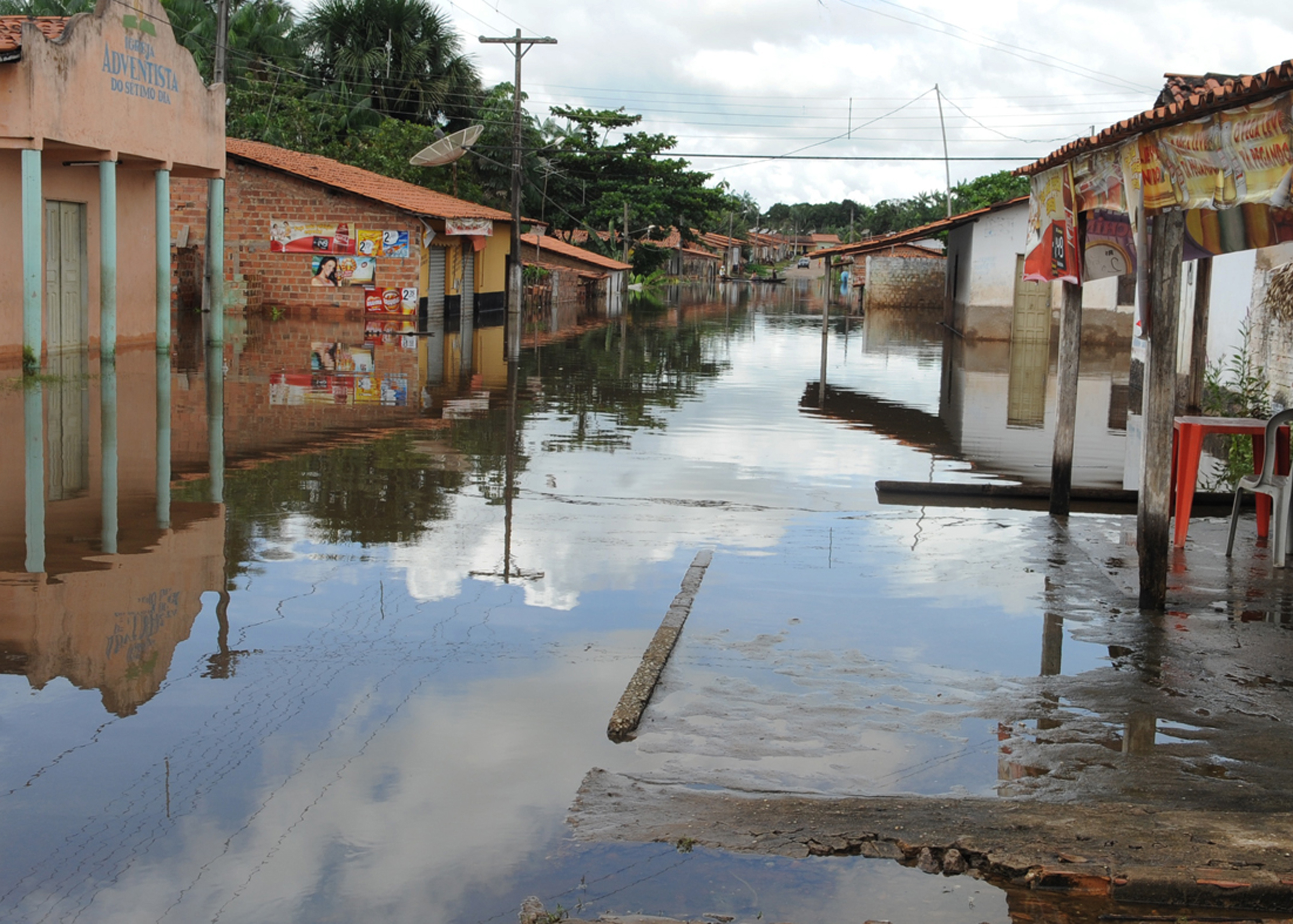
Itapecuru Mirim - Mesmo sem chuvas há três dias, o nível do rio Itapecuru ainda não baixou e mais de seis mil pessoas já foram afetadas pelas enchentes no município Foto: Antonio Cruz/ABr
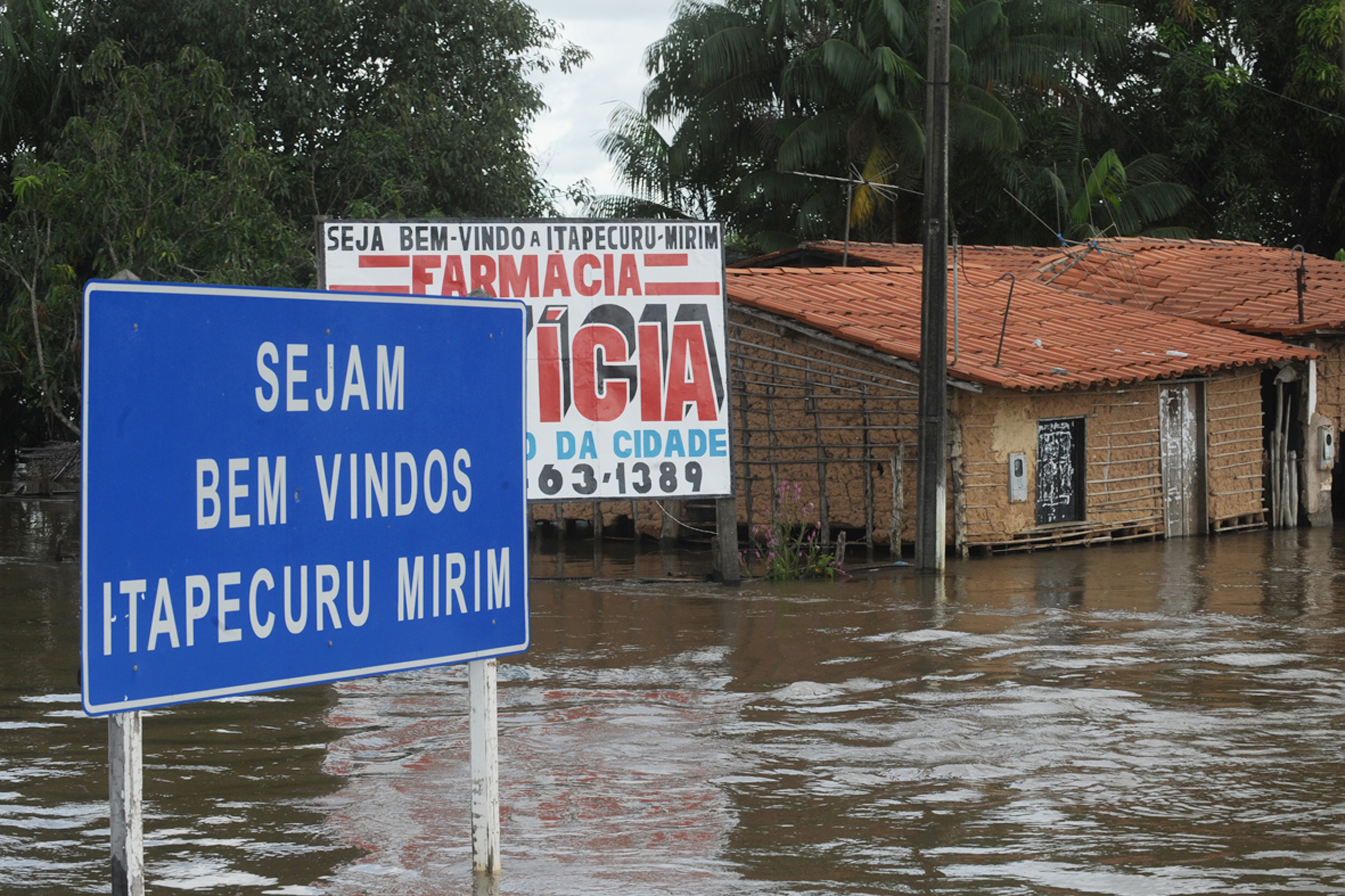
Placa: Seja bem-vindo a Itapecuru Mirim Foto: Antonio Cruz/ABr.
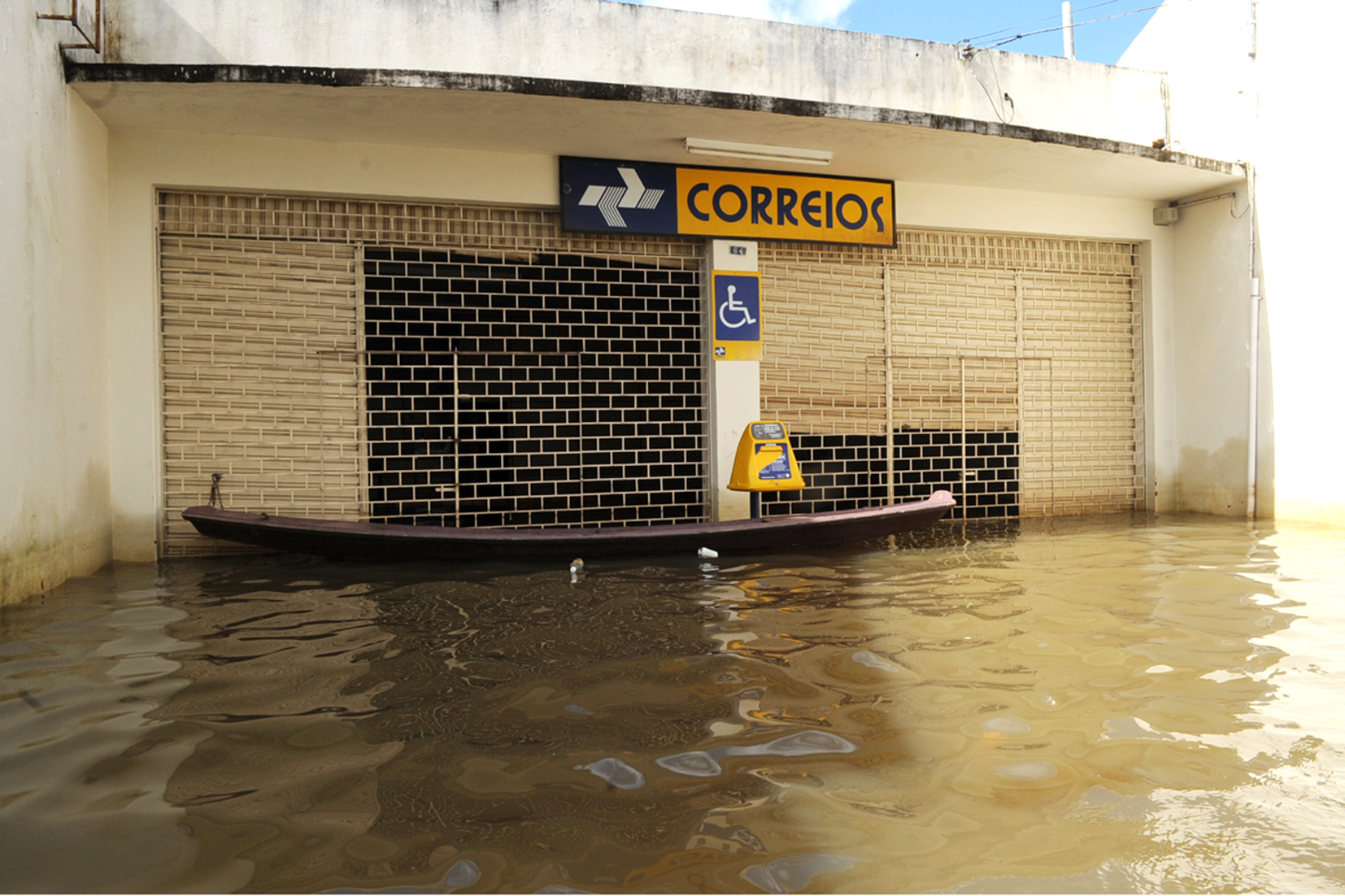
Agência dos Correios submersa no Maranhão Antônio Cruz/ABr